# Бингем-Каньон

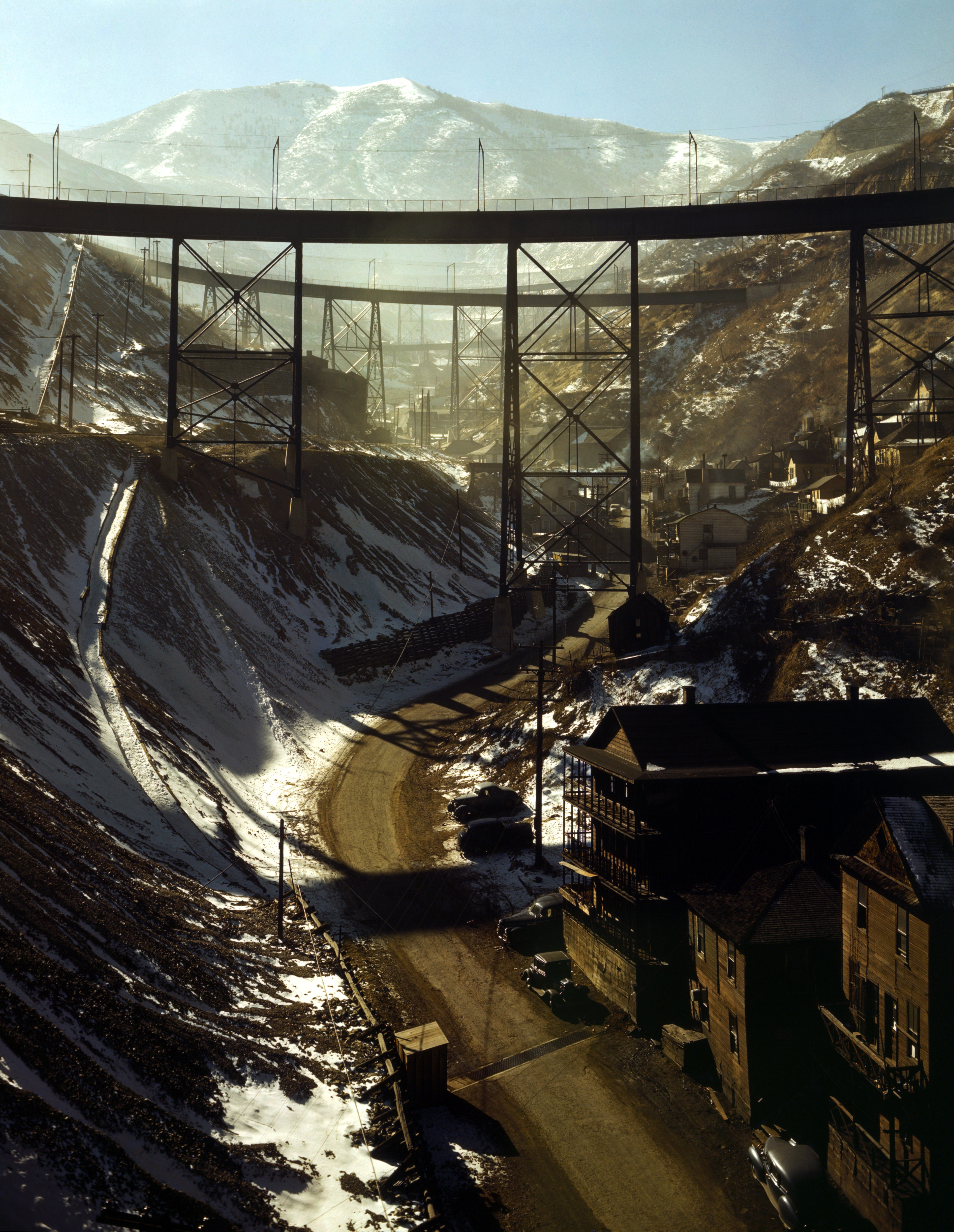
Kennecott Bingham Canyon Mine, ноябрь 1942 года

Бингем-Каньон, Бингхем-Каньон (англ. Bingham Canyon, известен также как Kennecott Copper Mine) — горнопромышленный пункт на Западе США, в штате Юта, в горах Окер, к югу от Большого солёного озера. Один из крупнейших карьеров в мире, где ведётся разработка гигантского меднопорфирового месторождения oткрытым способом. Карьер находится к юго-западу от города Солт-Лейк-Сити (штат Юта).
Медная руда здесь была впервые обнаружена в 1850 году, и с 1863 года началась разработка карьера, которая продолжается по сей день.
С начала XX века рудник Бингхем-Каньон принадлежал компании Kennecott Utah Copper. В результате сложностей,  наступивших после нефтяного кризиса 1973 году, компания была приобретена британской British Petroleum, а затем продана британскому холдингу Rio Tinto, которому и принадлежит в настоящее время.
С 1966 года внесён в реестр Национальных исторических памятников США под названием Bingham Canyon Open Pit Copper Mine.

## Характеристика месторождения

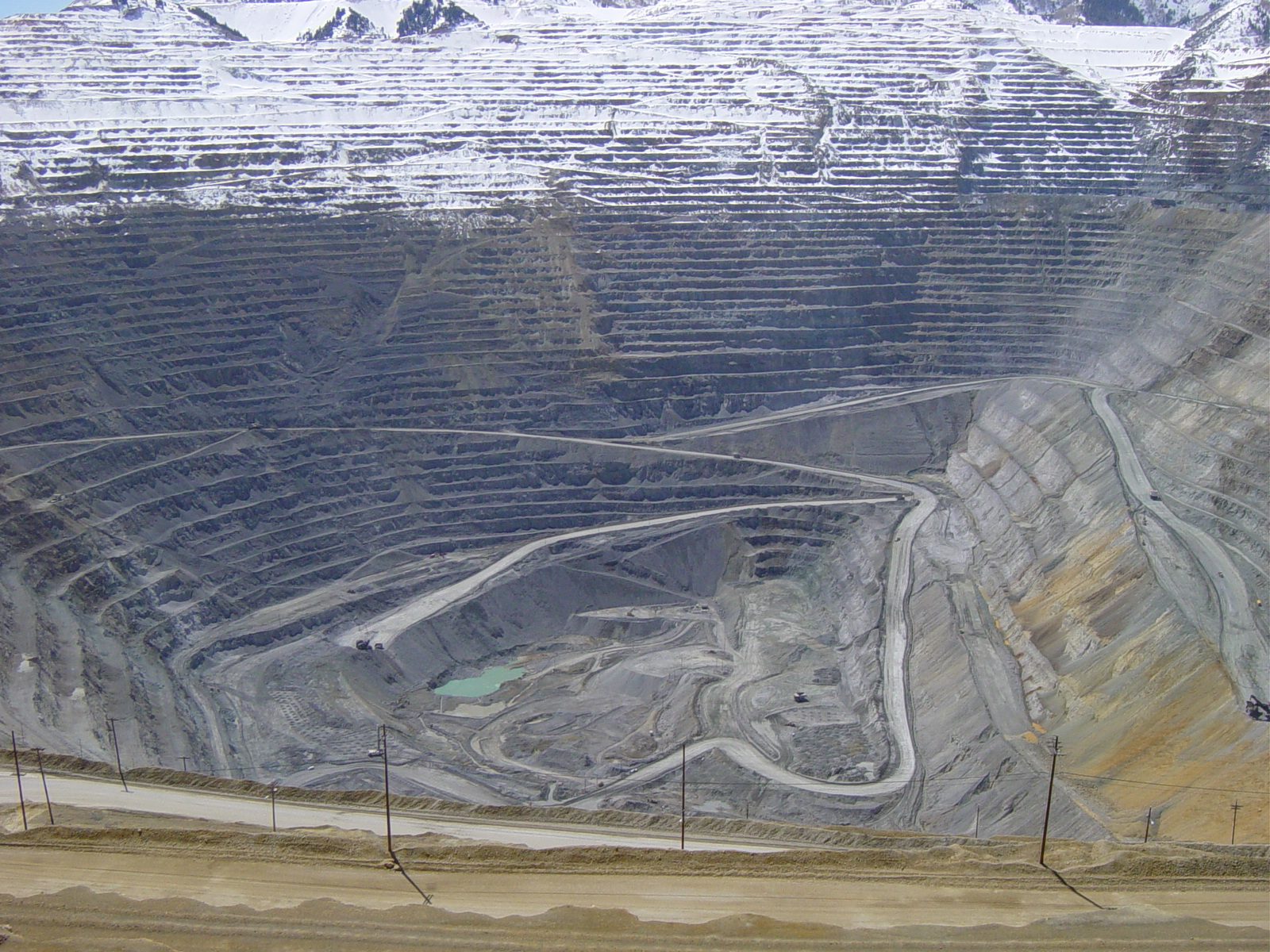
Kennecott Bingham Canyon Mine, апрель 2005 года

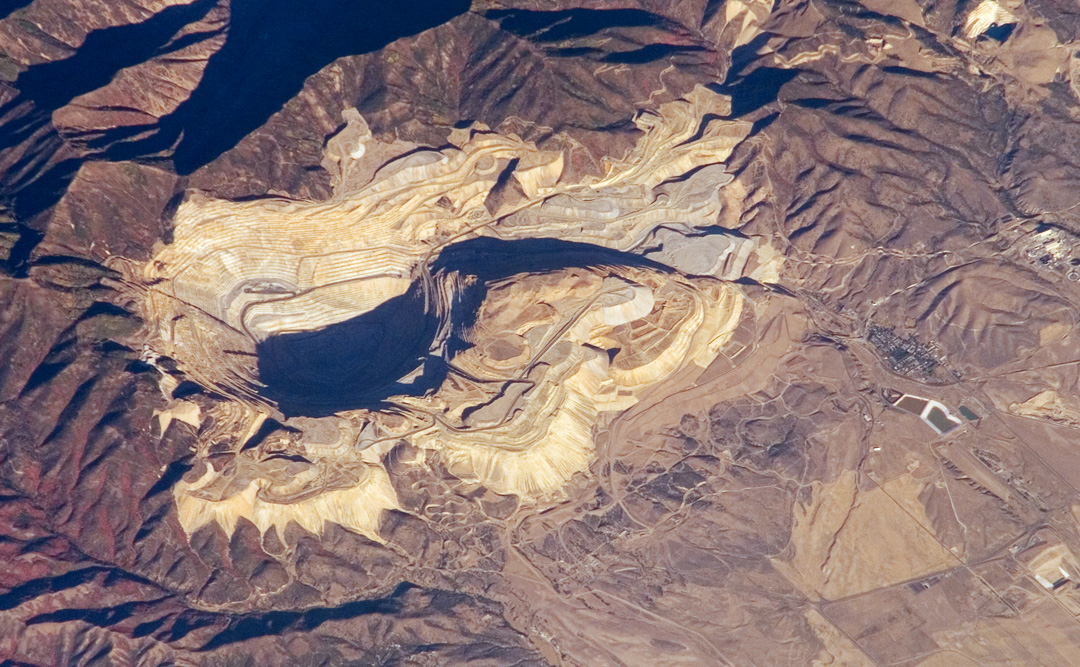
Вид на Бингем-Каньон из космоса

Рудное тело месторождения приурочено к столбообразному штоку кварцевых монцонит-порфиров поперечником 1800×2700 м, круто наклоненному к северу. Вмещающими его породами являются кварциты и известняки позднекаменноугольного возраста, смятые в складки с углами падения на крыльях 20-30° и пересеченные разломами северо-восточного и северо-западного простирания. В осадочных породах развиты зоны калишпатизации и кварц-серицитового метасоматоза.
Рудное тело в горизонтальном срезе имеет размеры 1200—1500 х 1800—2100 м. По вертикали оно вскрыто скважинами до глубины более 2 км. По форме рудное тело близко к толстостенному конусу вершиной вверх, в нижней части которого находится безрудное ядро. На глубине более 2 км рудное тело расщепляется на серию быстро выклинивающихся апофиз.
До глубины примерно 800 м руды прожилковые; прожилки кварцевые с подчиненной вкрапленностью сульфидов. С глубиной количество прожилков сокращается, и с 800—1200 м руды становятся вкрапленными.
Первичные руды кварцево-сульфидные. Среди рудных минералов преобладают пирит, борнит, халькопирит, пирротин, присутствуют также галенит, сфалерит, золото, аргентит, молибденит, а также очень редкие минералы палладия (из руд ежегодно попутно извлекают до 100—150 кг палладия). В молибдените содержится изоморфная примесь рения (до 360 г на тонну молибденита)
По последней оценке суммарные установленные и предполагаемые запасы месторождения Бингхем-Каньон составляют 637 млн т руды со средними содержаниями меди 0,48 %, молибдена 0,032 %, золота 0,18 г/тонн.

## Параметры карьера
Карьер является одним из крупнейших в мире антропогенных (созданных человеком) образований. По состоянию на 2008 год, имел следующие размеры: 0,75 милю (1,2 км) глубиной, 2,5 мили (4 км) в ширину и охватывает площадь 1900 акров (7,7 км2).
В настоящее время в карьере работают примерно 1400 человек, которые ежедневно извлекают около 450 тысяч тонн породы. Транспортировка руды осуществляется 64 огромными карьерными автосамосвалами, каждый из которых способен перевозить по 231 тонн руды за один рейс.

## Происшествия
10 апреля 2013 года на карьере произошёл мощный оползень, ставший причиной прекращения работы карьера на неопределённый срок (предположительно — несколько месяцев). О пострадавших не сообщалось, однако известно о разрушениях производственных зданий и уничтожении техники.

## В художественных произведениях
Карьер был показан в телефильме 1973 года Хищные птицы, в котором пилот вертолёта Гарри Уокер (которого играет Дэвид Джэнссен) пилотировал свой «Хьюз-500» в кратере, чтобы выследить трех грабителей банков и их заложницу в вертолёте Аэроспасьяль SA 315B Lama, прятавшемся за тяжелой горнодобывающей техникой.
Также карьер показан в фильме Основные принципы добра.